# Direkt anteriorer Zugang zum Hüftgelenk

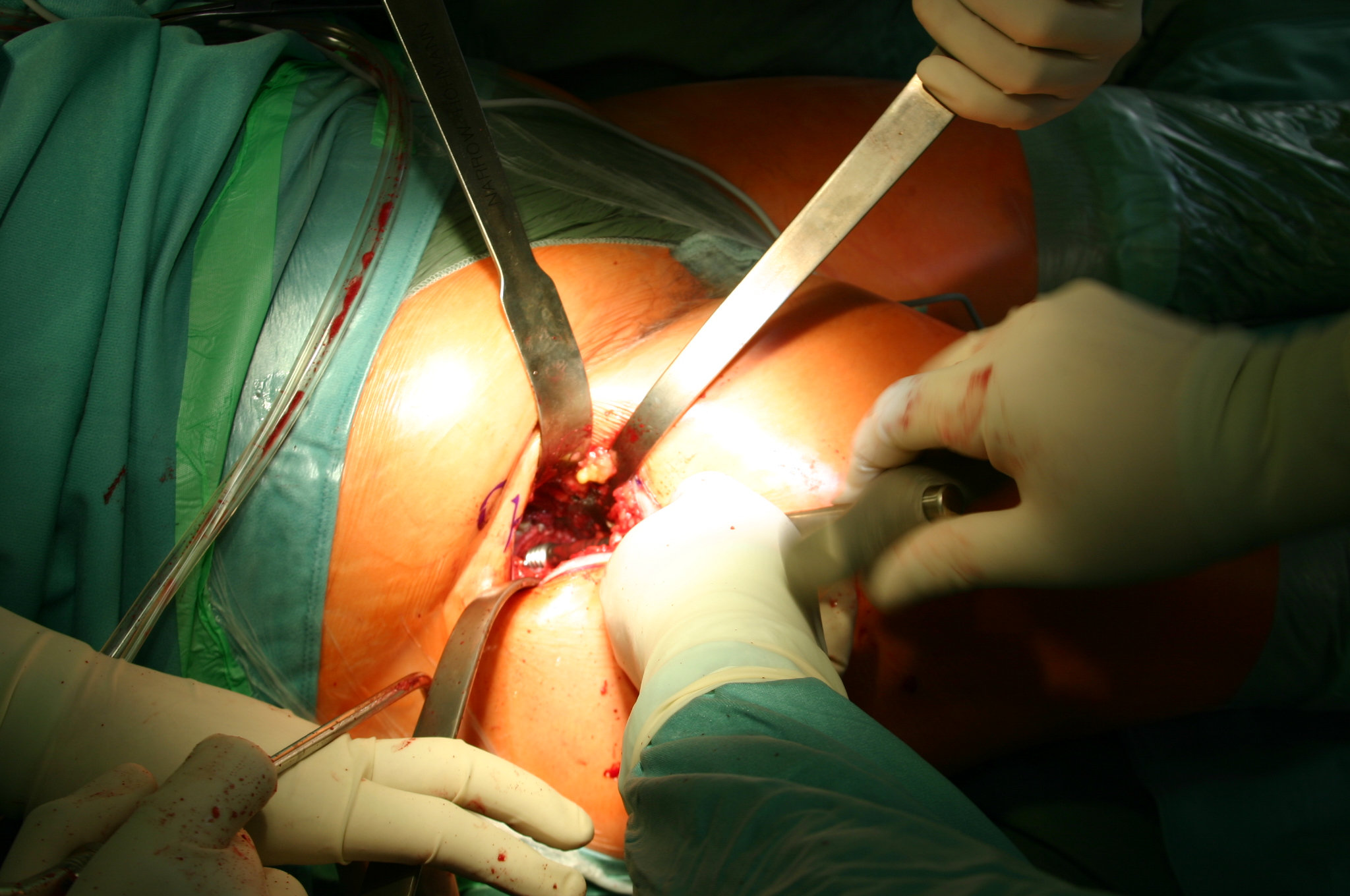
Zugangsgröße

Der direkt anteriore Zugang zum Hüftgelenk beschreibt einen relativ schonenden und auch als minimalinvasiv bezeichneten chirurgischen Zugangsweg zum Hüftgelenk von vorn. Er ist seit über einem Jahrhundert bekannt und ist ein zunehmend populärer Zugangsweg beim Einsatz eines künstlichen Hüftgelenks (Hüftendoprothese).

## Operationstechnik
Bei diesem Zugangsweg wird eine Lücke zwischen dem Musculus tensor fasciae latae und dem Musculus sartorius bzw. dem Musculus rectus femoris gewählt. Dieser Zugang erlaubt, es das Hüftgelenk direkt ohne Durchtrennung von Muskulatur zu erreichen. Der Musculus sartorius entspringt der Spina iliaca anterior superior des Darmbeins (Os ilium). Der Ursprung des Musculus rectus femoris liegt weiter rückenwärts (dorsal) an der Spina iliaca anterior inferior. Beide kreuzen die Hüftgelenkspfanne (Acetabulum) bauchwärts (ventral) und können leicht nach medial weggehalten werden. Musculus tensor fasciae latae und Musculus gluteus medius, die vom Darmbein entspringen, bilden die seitliche (laterale) Wand des Zugangs Dieser Zugang liegt nicht nur zwischen Muskeln, sondern auch zwischen den Nerven. Die laterale Muskelgruppe wird aus dem Nervus gluteus superior versorgt, während die medial des Zugangs gelegenen Muskeln durch den Nervus femoralis versorgt werden. Die Länge des Einschnitts beträgt in Abhängigkeit von der Konfiguration des Patienten, insbesondere von der Größe der einzubauenden Pfanne, 6 bis 9 cm und liegt seitlich des eigentlichen Muskelzwischenraums. Die Präparation erfolgt unter der Faszie des Musculus tensor fasciae latae, um den rein sensiblen Nervus cutaneus femoris lateralis zu schonen. Narbenzüge an diesem Nerven können recht schmerzhafte Neuralgien auslösen. Dies ist mit der Lateralisierung des Zugangs aber gut zu vermeiden.

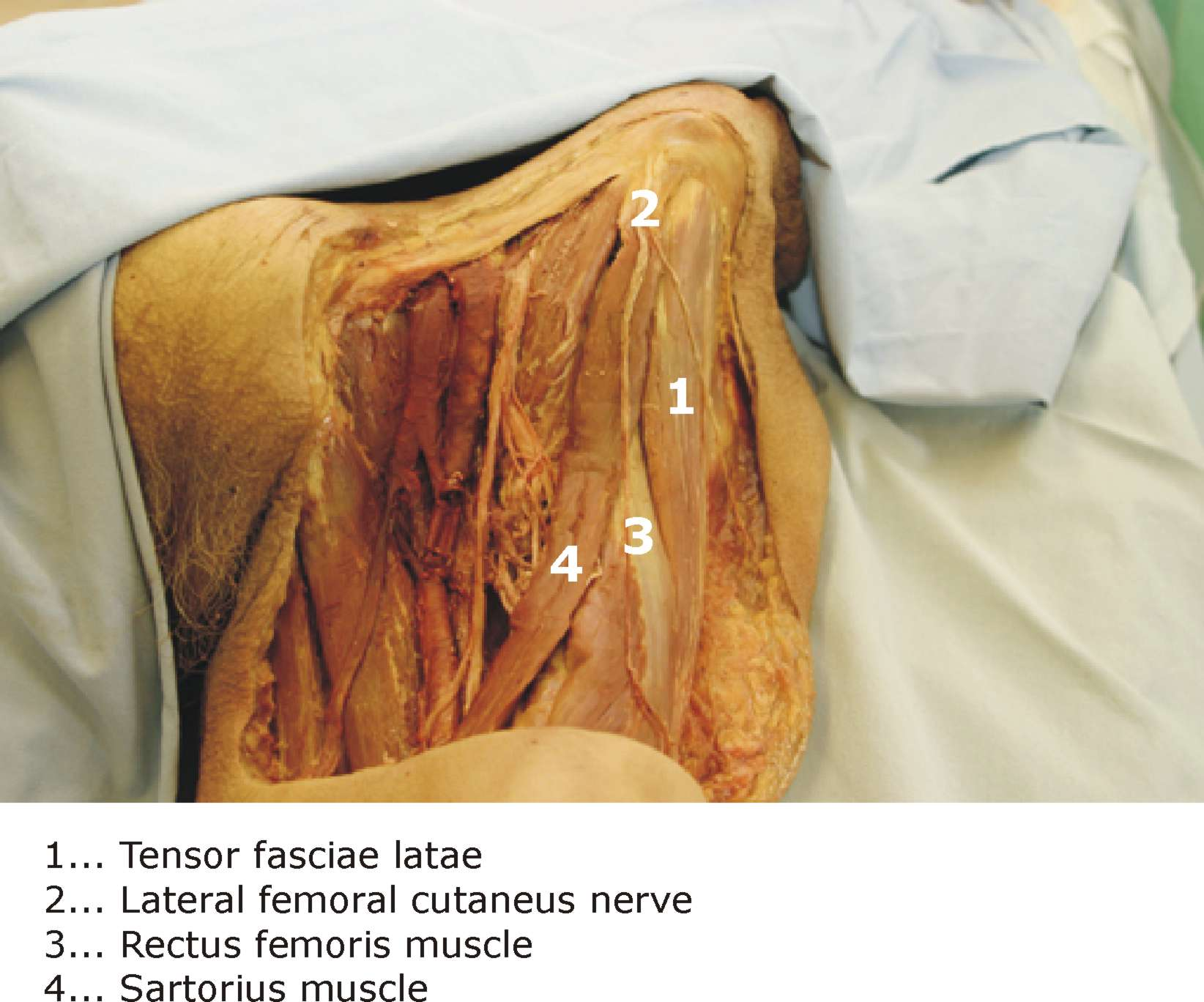
Die Anatomie im Bereich des direkten anterioren Zugangs an einem anatomischen Präparat eines linken Hüftgelenks, von vorn gesehen

Für eine bessere Übersicht wurden für den kleinen Zugang spezielle Retraktoren und Instrumente für die Präparation der Pfanne und des Schenkelhalses entwickelt, die möglichst direkt aus dem Arbeitsbereich herausführen und ein unbehindertes Arbeiten ermöglichen. Hierzu gibt es zudem Selbsthaltesysteme wie sie bereits von John Charnley für die Hüftendoprothetik entwickelt wurden.

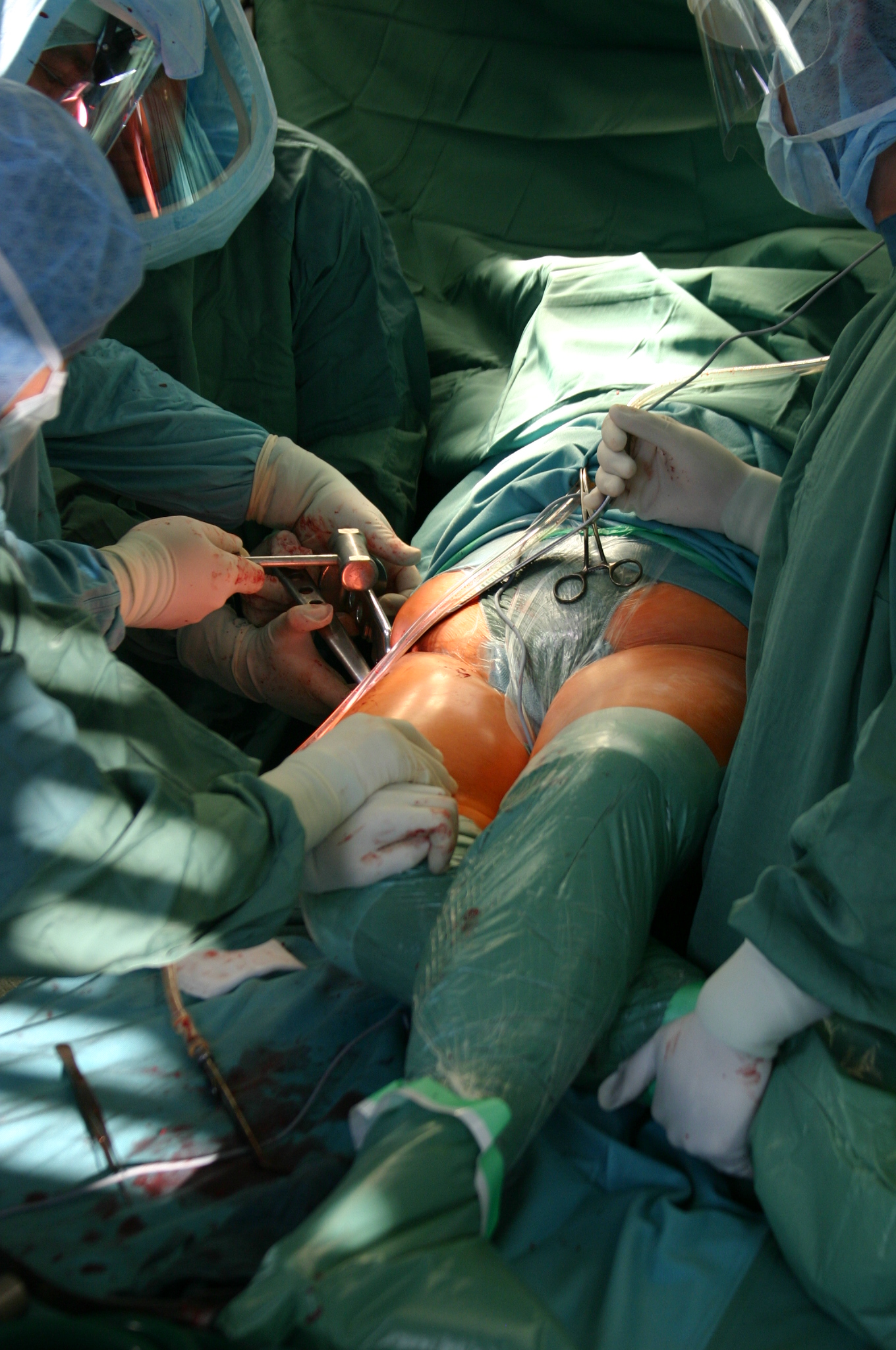
Bearbeitung des Femurs

Während die Exposition und Präparation der Pfanne durch diesen direkt anterioren Zugang einfach erscheint, bedarf die Exposition des Oberschenkelknochens (Femur) einer Reihe von Überlegungen. Eine erfolgreiche Exposition bedingt die korrekte
- Positionierung des operierten Beines
- Präparation am hüftnahen (proximalen) Oberschenkelknochen
- Instrumentation

Das Ziel der korrekten Lagerung des Beines ist eine ausreichende Elevation und Lateralisation des proximalen Oberschenkelknochens. Das Bein wird dazu in Hyperextension, Adduktion und Außenrotation gelagert. Hilfreich ist es, das operierte Bein dazu unter das andere einzuschlagen. Aus diesem Grund hat es sich bewährt, beide Beine steril und beweglich abzudecken.
Proximal wird unter dem Trochanter major (großer Rollhügel) ein spezielles femorales Elevatorium eingesetzt. Dieses drängt einerseits die Gesäßmuskulatur (Musculi glutaei) nach hinten und hebelt andererseits das Femur nach oben. Eine sorgfältige Lösung der dorsalen Kapsel unter Schonung der Außenrotatoren ist dabei Voraussetzung.
Ziel der Exposition des proximalen Oberschenkelknochens ist nicht, diesen aus der Wunde herauszuheben. Die Öffnung des Oberschenkelknochenkanals verbleibt üblicherweise recht tief unter der Ebene des Hautschnitts. Ziel ist es, eine ausreichende Exposition zu erreichen, um den Markkanal des Oberschenkelknochens zu bearbeiten.